# Leon Gregory
Leon Gregory, właśc. Leonard Stuart Gregory (ur. 23 listopada 1932) – australijski lekkoatleta (sprinter), wicemistrz olimpijski z 1956.
Zdobył srebrny medal w sztafecie 4 × 400 metrów na igrzyskach olimpijskich w 1956 w Melbourne (sztafeta Australii biegła w składzie: Gregory, David Lean, Graham Gipson i Kevan Gosper).
Był mistrzem Australii w biegu na 440 jardów w 1951 i 1955 oraz brązowym medalistą na tym dystansie w 1956.
Dwukrotnie ustanawiał rekord Australii w sztafecie 4 × 400 metrów, doprowadzając go do wyniku 3:06,19 (1 grudnia 1956 w Melbourne).